# إبراهيم جبور
إبراهيم جبور عداء ألعاب قوى مغربي، ولد يوم 2 أكتوبر 1970، تخصص بسباق 5000 متر.

## مسيرته
بدأ مسيرته بالمركز السادس في سباق 5000 متر في بطولة العالم لعام 1993، وفاز بالميدالية البرونزية في الألعاب الفرانكوفونية 1994، وميدالية برونزية في 3000 متر في بطولة العالم داخل الصالات 1995.
في الألعاب الفرانكوفونية، انهى جبور السباق خلف صلاح حيسو وإبراهيم لحلافي، وكان هذا السباق واحد من ثلاثة سباقات حقق فيها العداءون المغاربة المراكز الثلاث في الألعاب الفرنكوفونية، (الآخر سنة 1989: سعيد عويطة، خالد سكاح، محمد إسنغار، و2001: محمد أمين، عبد الرحيم غومري، محمد سعيد الوردي).
استفاد جبور من إستقبال المغرب لبطولة العالم للعدو الريفي سنة 1998، عندما احتل المركز الخامس عشر في السباق القصير، وفاز بالميدالية الفضية في منافسة الفرق.

## أرقام شخصية
- 3000 متر: 7:35.92 (يوليو 1999 - باريس)
- 5000 متر: 13:01.41 (يوليو 1999 - سان دوني)
- نصف الماراثون: 1 ساعة 01 دق 51 ث (سبتمبر 1997 - ليل)

## وصلات خارجية
- صفحة إبراهيم جبور على موقع الاتحاد الدولي

## روابط خارجية
- إبراهيم جبور على موقع الاتحاد الدولي لألعاب القوى (الإنجليزية)